# Palacio de Justicia del Condado de Calhoun (Alabama)
El Palacio de Justicia del Condado de Calhoun es un juzgado histórico ubicado en Anniston, Alabama, Estados Unidos.

## Historia
La corte fue diseñada por el arquitecto de Atlanta, J.W Golucke y construida en 1900, cuando la sede del condado de Calhoun se trasladó de Jacksonville a Anniston. Es uno de los primeros juzgados neoclásicos de Alabama. En 1924 se agregó un anexo con una cárcel en el lado norte del edificio. El palacio de justicia fue reconstruido después de un incendio de 1931, aunque con una torre de reloj ligeramente diferente. En 1963 se construyó un anexo al sureste. El edificio fue incluido en el Registro Nacional de Lugares Históricos en 1985.